# Équipe du Liban féminine de football
Cet article traite de l'équipe féminine. Pour l'équipe masculine, voir Équipe du Liban de football.
Maillots
L'équipe du Liban féminine de football est l'équipe nationale qui représente le Liban dans les compétitions internationales de football féminin. Elle est gérée par la Fédération libanaise de football.
Le Liban joue son premier match officiel le 19 avril 2006 contre l'Algérie, pour une défaite sur le score de 12 à 0, pour le compte du premier tour de la Coupe arabe féminine de football. 
Les Libanaises n'ont jamais participé à une phase finale de compétition majeure de football féminin, que ce soit la Coupe d'Asie, la Coupe du monde ou les Jeux olympiques.
Au niveau régional, les Libanaises terminent deuxièmes du Championnat d'Asie de l'Ouest féminin de football en 2022 et troisièmes en 2007 et en 2019.
Candidate pour prendre aux éliminatoires de la Coupe d'Asie féminine de football 2018, le Liban annule finalement sa participation à la suite du tirage au sort puisque le tournoi de qualification se dispute en Palestine. Or, le Liban refuse de jouer en Cisjordanie sous prétexte que cela légitime l'occupation du territoire par Israël. Par conséquent, le Liban ne peut non plus prendre part aux qualifications de la Coupe du monde 2019 qui dépendent directement de la Coupe d'Asie.

## Classement FIFA
| Année              | 2006 | 2007 | 2008 | 2009 | 2010 | 2011 | 2012 | 2013 | 2014 | 2015 | 2016 | 2017 | 2018 | 2019 | 2020       | 2021 | 2022 | 2023 | 2024 |
| ------------------ | ---- | ---- | ---- | ---- | ---- | ---- | ---- | ---- | ---- | ---- | ---- | ---- | ---- | ---- | ---------- | ---- | ---- | ---- | ---- |
| Classement mondial | 127  | 144  | 117  | 92   | 128  | 127  | 117  | 102  | 133  | 125  | 128  | 119  | 134  | 137  | Non classé | 140  | 142  | 134  | 134  |